# Vincenzo Accame
Vincenzo Accame (Loano, 6 agosto 1932 – Milano, 16 luglio 1999) è stato un poeta, saggista e traduttore italiano, figura centrale della scrittura visiva..

## Biografia
Studiò al Liceo Vittorio Veneto di Milano, dove fu allievo di Luciano Anceschi, con il quale instaurò un legame destinato a durare ben oltre gli anni scolastici. Riconosciuto come una figura di riferimento nella scrittura visiva, Accame sviluppò la propria attività su più fronti tra loro interconnessi – l’espressione artistica, la critica e la traduzione – mantenendo sempre una forte coerenza con le sue fonti ispirative e i suoi obiettivi di ricerca. La sua poetica, profondamente radicata nell’ambito della scrittura, si estese alle arti visive in una continua esplorazione dei rapporti tra parola e immagine e delle connessioni, all’interno della creatività estetica, tra diverse tipologie di segni, temi che costituirono anche il nucleo centrale della sua attività di saggista.
Fu redattore nel 1964 per la rivista di neoavanguardia Malebolge e collaborò alle riviste Ana Eccetera, Marcatrè e Phantomas. Il volume Anestetica espone in modo compiuto la sua visione dell'arte.
Nel 1966 partecipò al congresso del Gruppo 63 tenutosi a La Spezia, leggendo alcune parti del romanzo incompiuto  L’incesto.
È stato co-curatore, assieme a Enrico Baj e Brunella Eruli, della mostra Jarry e la Patafisica, tenutasi a Palazzo Reale di Milano nel 1983.

## Esposizioni
È stato invitato alla XXXVI Biennale di Venezia del 1972. Ha esposto inoltre allo Stedelijk Museum di Amsterdam, all’Istituto Italiano di Cultura di Tokyo, Museo de Bellas Artes di Buenos Aires, al Finch College Museum di New York, al Musée d’Ixelles di Bruxelles, all’Hyward Gallery di Londra e all’Università del Québec di Montréal.

## Opere

### Poesia
- Ricercari, Tool, Milano 1968
- Mot(s), Tool, Milano 1970
- Prove di linearità, EA, Milano 1970
- Differenze, Tool, Milano 1972
- La pratica del segno, Mercato del sale, Milano 1974
- Varianti sopra un segno, Art Visual Center, Napoli 1975
- Récit, La Nuova Foglio, Pollenza 1975
- Luoghi prossimi della mente, Severgnini, Milano 1984
- Luoghi linguistici, Mercato del sale, Milano 1989

### Critica
- Jarry, La Nuova Italia, Firenze 1974
- Il segno poetico, Munt Press, Samedan-Milano 1977; 2.a ed. illustrata, Zarathustra-Spirali, Milano 1981
- Tendenze dell'arte oggi, Fabbri, Milano 1981
- "Archeologie astratte di Ignazio Moncada“, Shakespeare & Company, Brescia 1982
- Quale segno, Archivio Nuova Scrittura, Milano 1993
- Alfred Jarry, Luisé, Rimini 1993
- Alfred Jarry e la Chandelle Verte (con disegni di Romolo Calciati), Ed. IP, Mortara 1994
- La pratica del falso. Vecchi e nuovi misfatti in nome della cultura: dai falsari dell'arte ai falsari delle comunicazioni di massa, Spirali/Vel, Milano 1995
- Segno e Scrittura (con A. Vettese), ed. Banca Commerciale Italiana, 1996
- Anestetica, Spirali, 1998
- Pittura come scrittura, Spirali, 1998

### Saggi
- Omissis, Spirali, 2003

### Traduzioni
- Ultime poesie d'amore di Paul Eluard, Lerici, Milano 1965; 2.a ed. Accademia-Sansoni, Milano 1971; 3.a ed. Passigli, Firenze 1996
- Poesie di Alfred Jarry, Guanda, Parma 1968
- I minuti di sabbia memoriale di Alfred Jarry, Munt Press, Samedan-Milano 1974
- Visite d'amore di Alfred Jarry, Guanda, Milano 1976
- Poesie di Jean Arp, Guanda, Milano 1977
- Poesie di Alfred Jarry, Guanda, Milano 1978
- Ubu coloniale di Alfred Jarry, Do-Soul, Milano 1983
- Haldernablou di Alfred Jarry, Severgnini, Milano 1984
- Poesia francese del Novecento, Bompiani, Milano 1985
- Cesare Anticristo di Alfred Jarry, Edizioni dell'Arco, Milano 1994

### Opere d'arte
- Luogo linguistico 13, 35 x 50 cm, tecnica mista su cartoncino, 1989, esposta al MAGI '900 di Pieve di Cento (BO)

### Altre pubblicazioni
- Africaneide, FUOCOfuochino, Viadana 1997
- Greguerias di Valentino Bompiani, Bompiani, Milano 1990
- Estra n. 3, Milano 1980
- Sgeometrie, “Quaderno Cenobio-Visualità”, n. 3, Milano 1980